# 안양시 동안구 갑
안양시 동안구 갑은 대한민국의 국회의원 선거구이다. 경기도 안양시 동안구의 일부 지역을 관할한다. 현직 국회의원은 더불어민주당의 민병덕이다.

## 역사
제17대 국회의원 선거를 앞두고 안양시 동안구 선거구가 갑, 을로 분구되면서 신설되었다.

## 관할 구역
| 대수      | 관할 구역                                                                         |
| --------- | --------------------------------------------------------------------------------- |
| 17대~21대 | 안양시 동안구 비산1동, 비산2동, 비산3동, 부흥동, 달안동, 관양1동, 관양2동, 부림동 |
| 22대~     | 안양시 동안구 비산1동, 비산2동, 비산3동, 부흥동, 달안동, 관양동, 인덕원동, 부림동 |

## 역대 국회의원
| 선거   | 정당 | 정당         | 의원   |
| ------ | ---- | ------------ | ------ |
| 2004년 |      | 열린우리당   | 이석현 |
| 2008년 |      | 통합민주당   | 이석현 |
| 2012년 |      | 민주통합당   | 이석현 |
| 2016년 |      | 더불어민주당 | 이석현 |
| 2020년 |      | 더불어민주당 | 민병덕 |
| 2024년 |      | 더불어민주당 | 민병덕 |

## 역대 선거 결과

### 대한민국 제17대 국회의원 선거
|  | 51.55% |

|  | 36.91% |

|  | 6.76% |

|  | 4.75% |

### 대한민국 제18대 국회의원 선거
|  | 47.87% |

|  | 41.66% |

|  | 6.47% |

|  | 3.13% |

|  | 0.86% |

### 대한민국 제19대 국회의원 선거
|  | 54.85% |

|  | 45.14% |

### 대한민국 제20대 국회의원 선거
|  | 50.05% |

|  | 32.97% |

|  | 15.75% |

|  | 1.21% |

### 대한민국 제21대 국회의원 선거
|  | 55.33% |

|  | 39.76% |

|  | 4.26% |

|  | 0.63% |

### 대한민국 제22대 국회의원 선거
|  | 57.33% |

|  | 42.66% |